# Rhopalinae
Sous-famille
Les Rhopalinae sont une sous-famille d'insectes du sous-ordre des hétéroptères (punaises), de la famille des Rhopalidae.

## Caractéristiques
Comme les autres Coreoidea, les Rhopalinae ont un corps allongé, avec des membranes à nombreuses veines. La glande odoriférante métathoracique n'est pas entourée d'une zone auriculaire, ou elle est très réduite (caractéristique des Rhopalidae). Les Rhopalinae se distinguent des Serinethinae, l'autre sous-famille des Rhopalidae, par des marges latérales du pronotum droites ou faiblement sinuées, et sans encoche en arrière du collier. Chez les mâles, le phallus ne présente pas d'appendice ventral. Ils sont en général de couleur terne, à l'exception de certaines espèces, comme celles du genre Corizus ou certains Rhopalus.

## Biologie
Il s'agit de punaises phytophages, qui aspirent les sucs de plantes, notamment de graines. Les Chorosomatini sont associées aux Poaceae (graminées), les Niesthreini et, dans une moindre mesure, les Rhopalini, sont associés aux Malvaceae. Les Corizomorphini et les Harmostini sont associés aux Asteraceae. Toutefois, certaines espèces, comme la punaise de la jusquiame, sont polyphages.

## Répartition
Cette sous-famille est cosmopolite, présente sur tous les continents (excepté l'Antarctique).
En Europe, où les Rhopalinae sont les seuls représentants des Rhopalidae, on en rencontre 33 espèces, dont 22 sont présentes en France.

## Systématique
La sous-famille des Rhopalinae a été décrite par les entomologistes français Charles Jean-Baptiste Amyot et Jean Guillaume Audinet-Serville en 1843.
À la suite des travaux de N. P. Chopra, on distingue actuellement cinq tribus. Toutefois, leur phylogénie reste discutée, notamment avec le positionnement des Maccevethini, considérés soit comme inclus dans les Rhopalini, la position la plus couramment admise, soit comme une tribu à part, qui serait proche des Serinethinae,. Des travaux ultérieurs devront clarifier la situation. On compte environ 175 espèces décrites.

### Liste des tribus
- Chorosomatini Fieber, 1860
- Corizomorphini Kiritshenko, 1964
- Harmostini Stål, 1873
- Niesthreini Chopra, 1967
- Rhopalini Amyot & Serville, 1843

### Liste des genres
Selon  Species File (5 octobre 2019) :
- tribu Chorosomatini Fieber, 1860
  - genre Agraphopus Stål, 1872
  - genre Chorosoma Curtis, 1830
  - genre Ithamar Kirkaldy, 1902
  - genre Leptoceraea Jakovlev, 1873
  - genre Myrmus Hahn, 1832
  - genre Xenogenus Berg, 1883
- tribu Corizomorphini Kiritshenko, 1964
  - genre Corizomorpha Jakovlev, 1883
- tribu Harmostini Stål, 1873
  - genre Aufeius Stål, 1870
  - genre Harmostes Burmeister, 1835
- tribu Niesthreini Chopra, 1967
  - genre Arhyssus Stål, 1870
  - genre Niesthrea Spinola, 1837
  - genre Peliochrous Stål, 1873
- tribu Rhopalini Amyot & Serville, 1843
  - genre Brachycarenus Fieber, 1860
  - genre Corizus Fallén, 1814
  - genre Limacocarenus Kiritshenko, 1914
  - genre Liorhyssus Stål, 1870
  - genre Maccevethus Dallas, 1852
  - genre Punjentorhopalus Ahmad & Rizvi, 1999
  - genre Rhopalus Schilling, 1827
  - genre Stictopleurus Stål, 1872

## Galerie

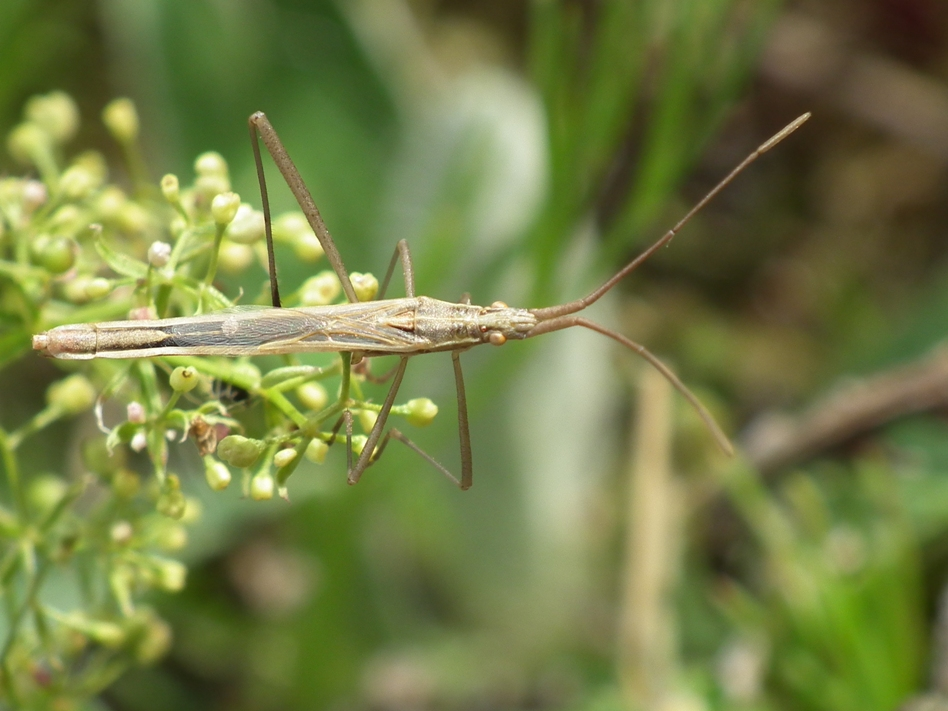
Chorosomatini : Chorosoma schillingii, espèce paléarctique.
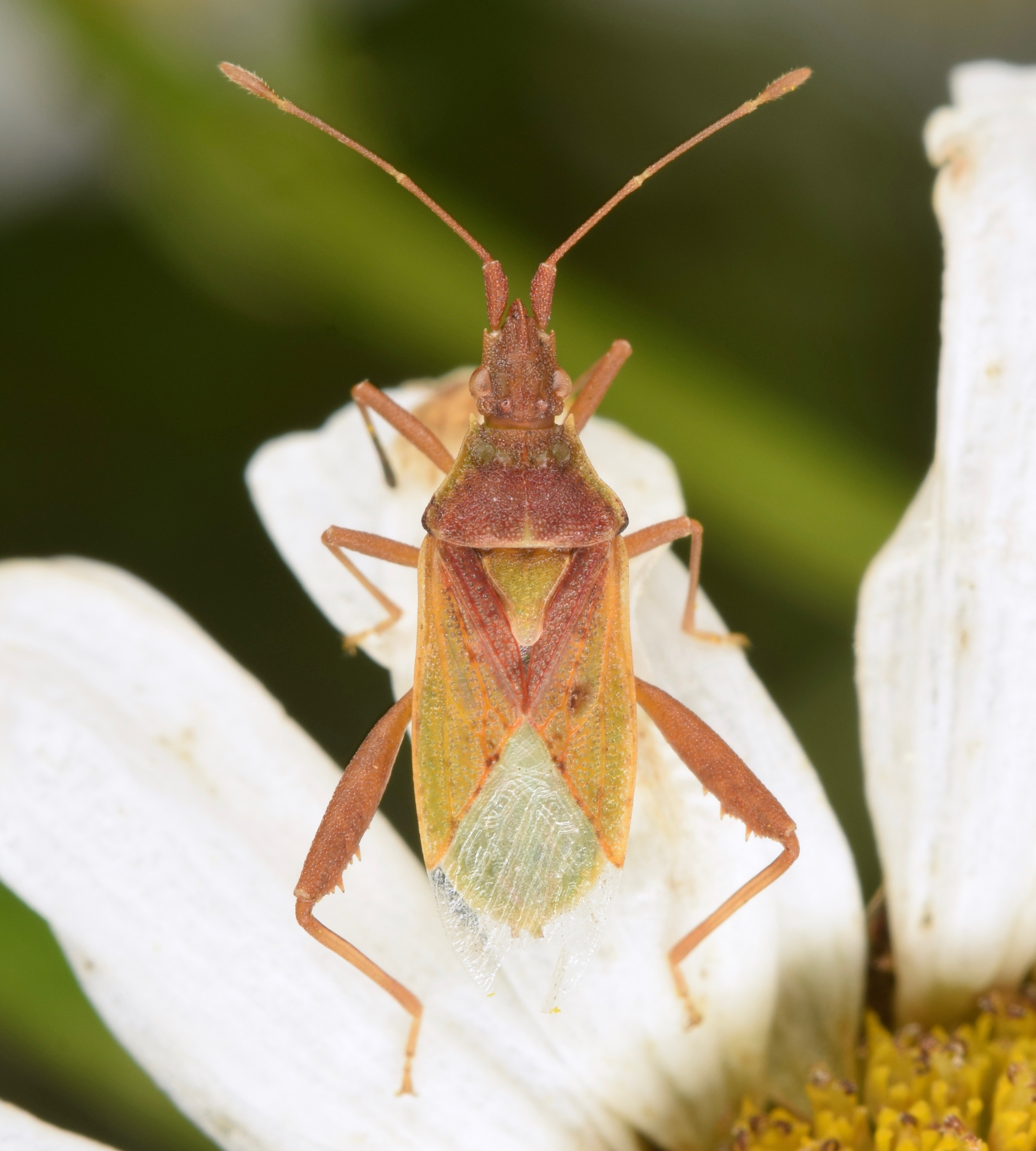
Harmostini : Harmostes reflexulus, espèce nord-américaine.
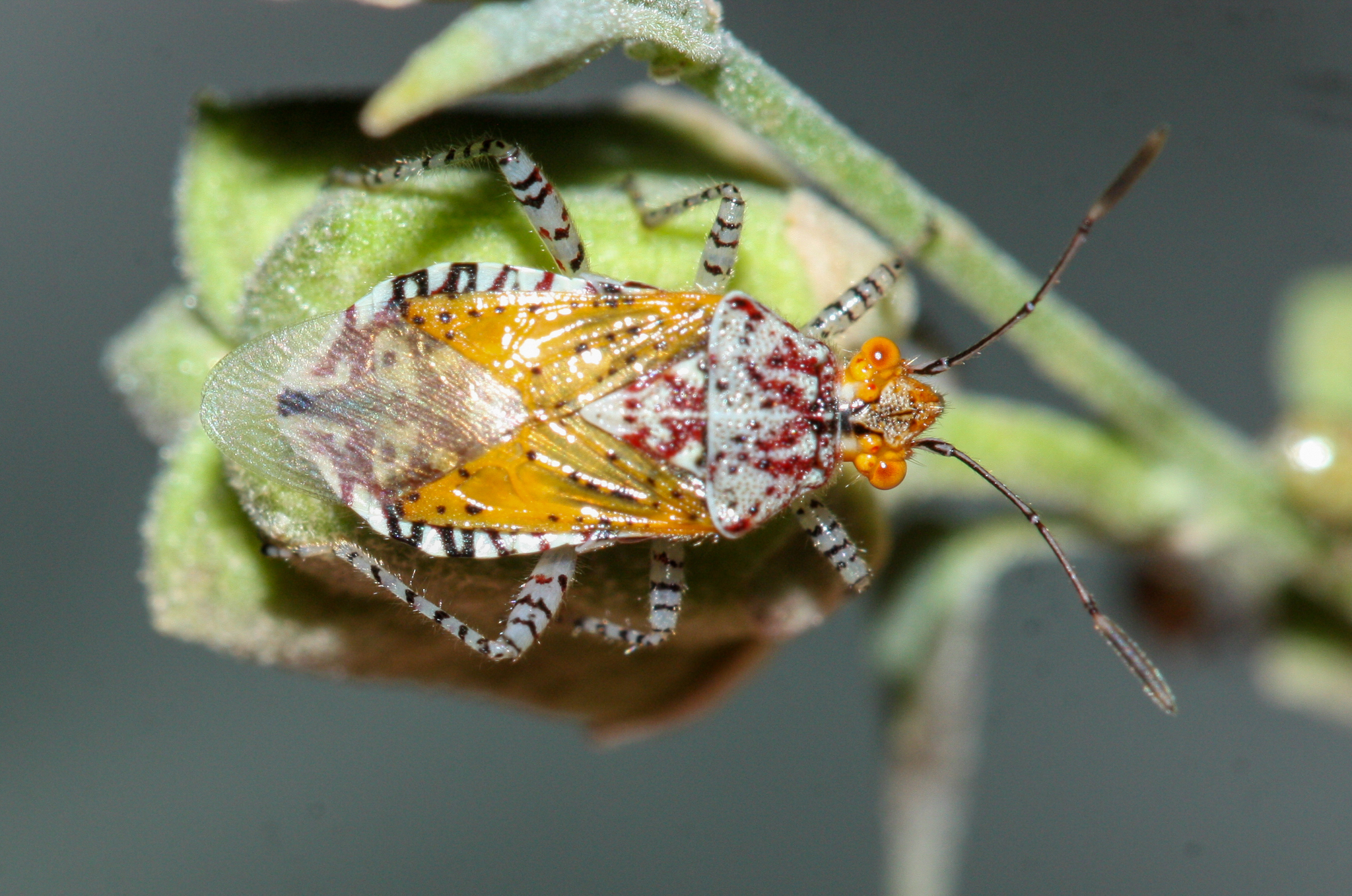
Niesthreini : Niesthrea louisianica, espèce d'Amérique centrale et des Caraïbes (et du sud de l'Amérique du Nord).
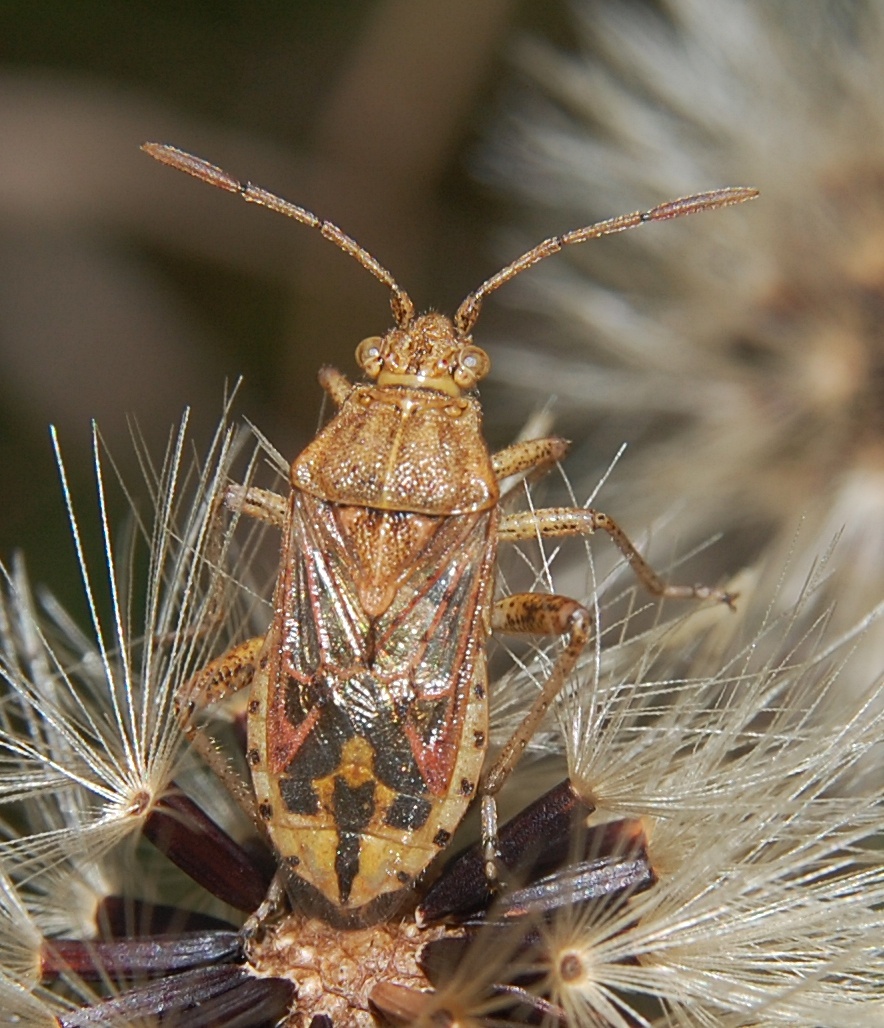
Rhopalini : Stictopleurus abutilon, espèce paléarctique.